# يسريات
اليُسْرِيّات رتبة من المرجانيات ينتمي إليها حيوان اليسر (المرجان الأسود).